# Jan Kapras

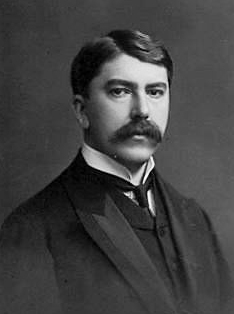
Jan Kapras (1920)

Jan Kapras (geboren 17. Januar 1880 in Brünn, Österreich-Ungarn; gestorben 13. Mai 1947 in Nový Bydžov) war ein tschechoslowakischer Rechtshistoriker und Politiker.

## Leben
Jan Kapras war ein Sohn des Gymnasiallehrers und Psychologen Jan Nepomuk Kapras. Er studierte von 1898 bis 1900 Rechtswissenschaften an der Universität Innsbruck und ab 1900 an der Prager Karl-Ferdinands-Universität, er wurde 1903 promoviert und wurde 1905 in Prag Privatdozent für böhmische Rechtsgeschichte an der Karls-Universität. 1910 wurde er zum ao. Professor ernannt und erhielt 1917 eine Professur für böhmische Rechtsgeschichte.
1920 und 1937 war er Dekan der juristischen Fakultät. Er wurde Mitglied der Tschechischen Akademie der Wissenschaften und Künste. Kapras war von 1921 bis 1929 Schriftleiter der Zeitschrift „Česká Revue“, er schrieb Beiträge für die tschechische Enzyklopädie Ottův slovník naučný. Er wurde Mitglied der nationalkonservativen Partei Československá národní demokracie und war von 1927 bis 1931 Mitglied der Gemeindevertretung in Prag, 1931 wurde er zum Senator gewählt (bis 1935). 1938 war er Vorsitzender des Nationalrates. Während der Sudetenkrise 1938 wurde er in der umgestalteten Tschecho-Slowakischen Republik Minister für Schulwesen und Kultus und blieb dies auch nach der deutschen Okkupation Tschechiens 1939. Er war 1938 Mitglied der Partei Strana národní jednoty und ab 1939 der Národní souručenství. Am 22. Dezember 1938 ordnete er die unbefristete Beurlaubung der jüdischen Professoren der Deutschen Karls-Universität, der Deutschen Technischen Hochschule Prag und der Deutschen Technischen Hochschule Brünn an. Der Ministerrat der Tschecho-Slowakischen Republik beschloss am selben Tag die Beurlaubung aller jüdischen Lehrer an deutschen Schulen vom 1. Januar 1939 an.
1941 trat er aus der Kollaborationsregierung aus, sein Nachfolger wurde Emanuel Moravec.
1947 wurde er in Prag vor ein „Volksgericht“ gestellt und in allen Punkten der Anklage freigesprochen.

## Schriften (Auswahl)

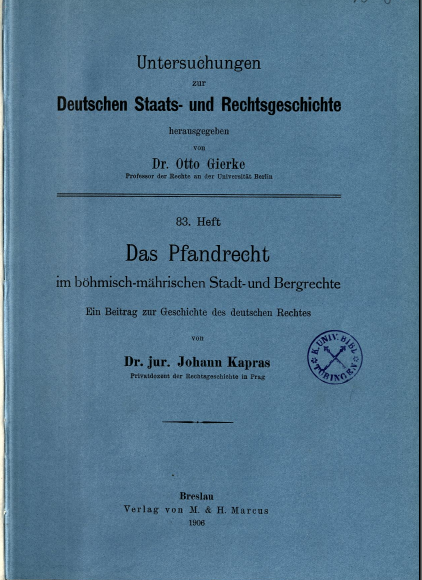
Das Pfandrecht (1906)

- K dějinám českého zástavního práva. 1903
  - Das Pfandrecht im böhmisch-mährischen Stadt- und Bergrechte : ein Beitrag zur Geschichte des deutschen Rechts. Breslau: Marcus, 1906
- Poručenství nad sirotky v právu českém. (Die Vormundschaft über die Waisen im böhmischen Rechte), 1904
- Právní dějiny zemí koruny české. (Die Rechtsgeschichte der Länder der böhmischen Krone), 3 Bde., 1913–20
- Prawne stawizny Hornjeje a Delnjeje Łužicy za čas čěskeho knježeŕstwa. Bautzen : Selbstverlag, 1916
- Český stát a centralisace zemí habsburských. (Der böhmische Staat und die Zentralisation der habsburgischen Länder), 1918
- Mírový spolek Jiřího z Poděbrad. (Der Friedensver. des Georg Podiebrad), 1919
- Z dějin českého Slezska. (Aus der Geschichte des böhmischen Schlesien), 1922
- O českém státě za války a po válce. (Über den böhmischen Staat im Kriege und nach dem Kriege), 1925
- (Hrsg.): Idea československého státu. Prag : Mazáč, 1936